# ナウル我が祖国
ナウル我が祖国（ナウルわがそこく、ナウル語: Nauru Bwiema）は、ナウルの国歌。1968年の独立と同時に、国歌として採用された。

## 歌詞
Nauru bwiema, ngabena ma auwe. 

Ma dedaro bwe dogum, mo otata bet egom. 

Atsin ngago bwien okor, ama bagadugu

Epoa ngabuna ri nan orre bet imur. 

Ama memag ma nan epodan eredu won engiden, 

Miyan aema ngeiyin ouge, 

Nauru eko dogin!

### 日本語訳
注）以下は大意訳であり、正式なものではない。
ナウル我が祖国、私達が心から愛する祖国よ
私達は皆祖国の為に祈り、その名を称えよう
遥か昔から祖国は私達の偉大な祖先達の故郷であってきた
そしてやがて来る世代の為の祖国としてもここにある
私達は皆その旗の名誉にかけてここに団結する
そして私達は共に喜び唱えよう
ナウルよ永遠に!